# Martin Mosebach

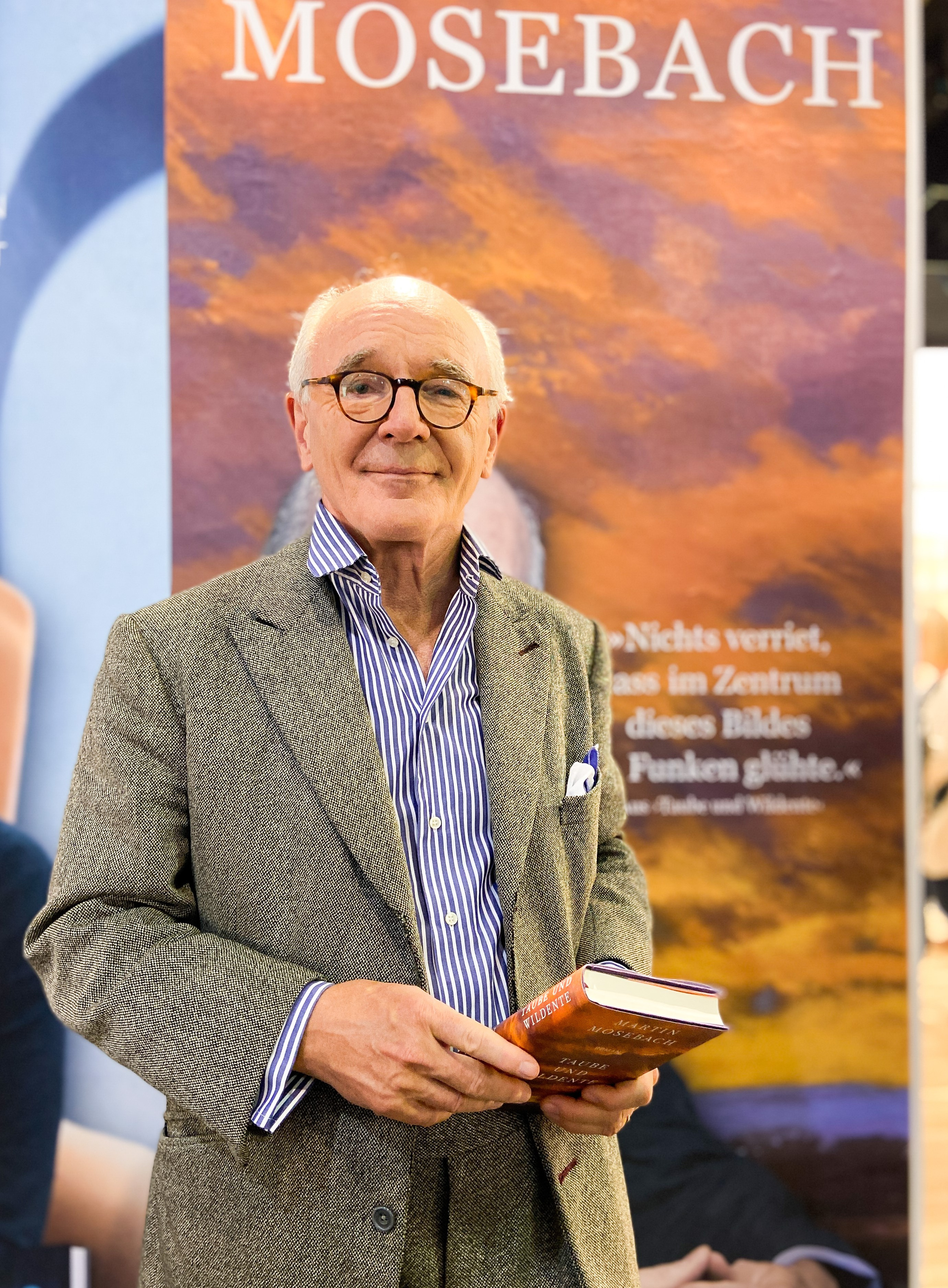
Martin Mosebach auf der Frankfurter Buchmesse 2022

Martin Mosebach (* 31. Juli 1951 in Frankfurt am Main) ist ein deutscher Schriftsteller, der in den Genres Roman, Film-Drehbuch, Theater, Hörspiel, Opernlibretto, Reportage, Feuilleton und Erzählung tätig ist.

## Leben und schriftstellerische Tätigkeit
Martin Mosebach wurde in Frankfurt-Sachsenhausen geboren und verbrachte seine ersten Lebensjahre in Königstein im Taunus. Er ist der Sohn einer römisch-katholischen Mutter und eines evangelischen Vaters, der als Arzt und Psychotherapeut praktizierte. Als er fünf Jahre alt war, kehrte die Familie nach Frankfurt in das Westend zurück. Mosebach studierte in Frankfurt am Main und Bonn Rechtswissenschaften. 1979 legte er das Zweite Staatsexamen ab.
Gegen Ende seines Referendariats begann Mosebach erzählerisch zu schreiben und bezeichnet sich daher selbst als „Spätentwickler“. Von Golo Mann entdeckt, erhielt er 1980 den Literaturpreis der Jürgen Ponto-Stiftung. Der Schriftsteller Horst Krüger empfahl dem Hoffmann und Campe Verlag schließlich die ungekürzte Veröffentlichung von Mosebachs mehr als tausend Seiten umfassendem Manuskript seines Erstlings Das Bett (1983). In dem Werk steht − neben der Frage, wer beichtet und wer nicht − „die Beschreibung einer Geschlechterkonkurrenz und zugleich eines konfessionellen Gegensatzes in der Eroberung des Wortes“ im Vordergrund. Außerdem macht der Roman den Einfluss der Eltern auf den Autor deutlich.
Seit 1980 lebt Mosebach als freier Schriftsteller in Frankfurt am Main. Mit seiner Heimatstadt (s. auch Frankfurt am Main in der Literatur) fühlt sich der Autor in einer Art von Hassliebe verbunden, was sich in Feuilletons, Reportagen, Reden, aber auch in Romanen (z. B. Westend, Eine lange Nacht, Der Mond und das Mädchen) und Erzählungen äußert: „Es gehört zu meinem besonderen Verhältnis zu meiner Geburtsstadt Frankfurt am Main, dass ich sie als eine der verdorbensten und hässlichsten Städte Deutschlands erlebe und in meiner Phantasie und in meinem inneren Bild von der Stadt an sie als eine der schönsten Städte denke, die ich kenne.“ Der Grund, warum Mosebach seine Romane oft in Frankfurt ansiedelt, ist nach seiner Aussage ein rein praktischer: Weil er die Umgebung kenne, sei die Recherchearbeit bereits geleistet. Häufig lässt er sich jedoch auch von seinen zahlreichen Reisen ins Ausland inspirieren, wie etwa in Die Türkin, dessen Handlungsort Lykien in der Türkei ist. Das Beben wiederum zeichnet das Bild eines von den Engländern abgesetzten Königs in einer ländlichen Gegend in Indien.
Mosebachs Werk wurde mehrfach ausgezeichnet, zuletzt im Oktober 2007 mit dem Georg-Büchner-Preis, dem renommiertesten Literaturpreis der deutschen Sprache, und 2013 mit dem Literaturpreis der Konrad-Adenauer-Stiftung. Im Jahr 2012/13 war Mosebach Fellow des Internationalen Kollegs Morphomata an der Universität Köln. Sein Œuvre umfasst Filmdrehbücher, Hörspiele und Lyrik. Ferner veröffentlichte er zahlreiche Essays sowie Artikel in Zeitungen und Zeitschriften wie der Süddeutschen Zeitung, Frankfurter Allgemeinen Zeitung oder der Zeitschrift Sinn und Form.
Mosebach veröffentlichte u. a. im Hanser Verlag, im Wiener Karolinger Verlag des Verlegers Peter Weiß, im Rowohlt Verlag und beim dtv.

## Büchnerpreis-Verleihung 2007
Im Jahr 2007 erhielt Martin Mosebach den Georg-Büchner-Preis durch die Deutsche Akademie für Sprache und Dichtung. Zur Begründung führte die Akademie aus: „Die Auszeichnung gilt einem Schriftsteller, der stilistische Pracht mit urwüchsiger Erzählfreude verbindet und dabei ein humoristisches Geschichtsbewusstsein beweist, das sich weit über die europäischen Kulturgrenzen hinaus erstreckt; einem genialen Formspieler auf allen Feldern der Literatur und nicht zuletzt einem Zeitkritiker von unbestechlicher Selbstständigkeit.“
Über das „große Erzähltalent“ schrieb Hubert Spiegel in der FAZ: „Martin Mosebach, der Erzähler, Romancier und Essayist, der Grandseigneur in der Apfelweinkneipe, der orthodoxe Katholik und unorthodoxe Kenner der Künste, der konservative Anarch und hemmungslose Bewahrer von Stil und Form, ist ein glanzvoller Büchner-Preisträger“, und bezeichnete ihn als „genuinen Erzähler und […] Essayisten von ungewöhnlicher stilistischer und intellektueller Brillanz.“ Zugleich charakterisierte er ihn als „Büchner-Preisträger, dessen Möglichkeiten ebensowenig erschöpft sind, wie seine Verdienste bestritten werden können.“ Ulrich Greiner sprach von Mosebachs „Durchdringende[m] Blick auf das Hässliche“; Uwe Wittstock wies auf die jahrzehntelange Einigkeit unter Germanisten und Literaturkritikern hin, dass der Gesellschaftsroman heute passé sei, und nannte die Preisverleihung an Mosebach ein „weiteres Indiz dafür, wie sehr sich die literarischen Wertungen in den letzten Jahren verändert haben, und dass jene doktrinären Vorstellungen von einst beiseite geschoben wurden.“
Bei der Büchnerpreisverleihung am 28. Oktober 2007 porträtierte der deutsch-iranische Schriftstellerkollege und Laudator Navid Kermani Martin Mosebach als „singuläre katholische Stimme“ in einer „vom protestantischen Bildungsroman“ dominierten deutschen Literatur und als „großen Romancier, dessen Zugriff auf die Welt des krankgeschrumpften Bürgertums“ den Geist von Cervantes atme. „Modern am Don Quijote ist nicht sein Weltentwurf, sondern sein Scheitern“ – dies treffe auch auf Mosebachs Romanfiguren zu.
In seiner Dankesrede Ultima ratio regis anlässlich der Verleihung dieses Preises verglich Mosebach eine Rede von Heinrich Himmler von 1943 mit einer des Jakobiners Saint-Just aus Georg Büchners Drama Dantons Tod gegen Ende der Französischen Revolution.
Besonders dieser Vergleich wurde in den deutschen Medien kontrovers diskutiert. Von Teilen der Presse wurde der Vorwurf einer Relativierung des Nationalsozialismus erhoben. Der Historiker Heinrich August Winkler bezeichnete den Vergleich als Geschichtsklitterung und Abwendung von den Zielen der Aufklärung und Demokratie.

### Selbstbeschreibung und Kritik
„Die weiträumige Welt, die dieser Schriftsteller bewohnt, hat ihn zu einem freien und witzigen Zeitgenossen gemacht“, schreibt Gustav Seibt in der Süddeutschen Zeitung. Seine Romane „bewegen sich wie selbstverständlich zwischen Frankfurt, Indien, Anatolien, Ägypten, Marokko. Dabei bewähren sie eine weltreligiöse Musikalität, die das beste Gegengift zu den heutigen Kulturkämpfen darstellt.“ Mosebachs Schreiben sei nicht funktionalistisch-hierarchisch, es habe etwas breit Hingelagertes, üppig Malerisches, wie holländische Landschaften oder Hintergründe bei Tizian.
Mosebach hat sich in seinem Essayband Schöne Literatur (2006) selbst als Reaktionär bezeichnet, ein Wort, das in Deutschland nur missverstanden werden könne, so Jens Jessen in Die Zeit, „weil sich unweigerlich die Assoziation zu Imperialismus, Nationalismus, Rassismus einstellt. Aber in den romanischen Ländern, namentlich in der iberischen Welt, kennt man den Begriff auch im Sinne einer humanen Reaktion“. Die beste Definition für Reaktionär stamme von dem kolumbianischen Philosophen Gómez Dávila, den Mosebach nicht zufällig bewundere: „Das Wesen des Reaktionärs, sagt Gómez Dávila, sei Sympathie für die verlorene Sache. Das kann man eins zu eins auf Mosebach übertragen. Denn Mosebach kann natürlich kein Konservativer sein; denn er sieht, so weit sein Auge blickt, in dieser Gesellschaft nichts, was sich zu konservieren lohnte. Er sieht aber überall und überscharf das Verlorene. Da das Verlorene aber nun einmal verloren ist und Mosebach kein Putschist ist, der das Verlorene zurückbomben möchte, weil ebendieses Bomben und Zurückbomben für ihn ein Kennzeichen der Moderne ist, bleibt ihm nur die literarische Sympathie für den Verlust.“ Der Begriff wurde von prominenten Stimmen wie Harald Schmidt oder dem konservativen Publizisten Jan Fleischhauer übernommen. Die Kritik, die laut wurde, bezog sich vielfach auf sein Buch Häresie der Formlosigkeit, in dem er die Liturgiereform infolge des Zweiten Vatikanischen Konzils beklagte und eine Rückkehr zur Tridentinischen Messe forderte.
In einem Interview mit dem Deutschlandradio sagte die Literaturkritikerin Sigrid Löffler, Mosebach schreibe „in einem sehr verschmuckten und gespreizten Prunkstil“ mit „affektierten Vokabeln und ihren verzopften Phrasen aus der bürgerlichen Mottenkiste des 19. Jahrhunderts“. Er stürze beim Schreiben ständig ins Lächerliche ab und habe den Georg-Büchner-Preis 2007 nicht für sein Werk, sondern wegen seiner reaktionären Gesinnung bekommen. Die Preisvergabe hatte sie bereits in einem Artikel in der von ihr herausgegebenen Zeitschrift Literaturen kritisiert. Die Kritik Löfflers wurde von Michael Klonovsky zurückgewiesen. Klonovsky warf Löffler im Focus vor, Mosebach nicht nach seiner Qualität als Schriftsteller, sondern ausschließlich nach seiner Gesinnung zu beurteilen.

## Dramatische Werke, Mitarbeit
Mosebach machte sich auch als Librettist mit seiner Bearbeitung des Fidelio, die 2008 mit großem Erfolg aufgeführt wurde, und als Dramatiker einen Namen. Sein Drama Rotkäppchen und der Wolf schließt an das Grimm’sche Märchen an und überbietet es. „Aus dem Volksmärchen hat Mosebach ein Zauberspiel für ganz erwachsene Kinder gemacht, an dessen Grund die mal zynische, mal lustvolle reine Lebensgier liegt.“ Außerdem redigierte Mosebach für seinen Freund Asfa-Wossen Asserate dessen Buch Manieren. Steffen Köhler geht in seinem Buch Mosebach im Widerstand (2024) aufgrund einer systematischen Analyse von Asserates wie Mosebachs Gesamtwerkes einerseits sowie einer Zitatenliste andererseits von einer Mitautorschaft, etwa im Sinne des Duos Adorno / Horkheimer, aus: „Den Logos und die Logoi der Manieren findet man beim ganzen Mosebach, von 1980 bis 2022, im Asserate-Werk hingegen kaum.“ (Ebd. 36)

## Debattenbeiträge
Im Juni 2012 diskutiert Mosebach in dem Essay Kunst und Religion: Vom Wert des Verbietens die Wechselwirkung von Verbot und Kunst. Hierbei beschreibt er, dass es selbst in einem ganz und gar säkularen, religiös neutralen Staat vonnöten sein könne, Blasphemie zu verbieten und zu bestrafen, wenn die „staatliche Ordnung“ durch sie gefährdet würde: „Diese Frage berührt eine Grundlage aller Staatlichkeit: das Gewaltmonopol des Staates. Dieses Monopol beruht auf der Relation von Schutz und Gehorsam: Der Bürger tritt die gewaltsame Verfolgung seiner Ehre und seiner Rechte an den Staat ab, er leistet dem Gewaltverbot Gehorsam und erhält dafür den Schutz des Staates. Wenn eine hinreichend große Gruppe sich in ihrer religiösen Überzeugung nicht mehr vom Staat beschützt sieht, dann gerät diese Relation in Gefahr.“
Hierbei verwies er auf eine zunehmende Schicht gläubiger Muslime in Deutschland, „die in Hinsicht Blasphemie keinen Spaß verstehen“ Der Künstler müsse „die Schere im eigenen Kopf [bekämpfen], jede Bereitschaft, sich den Erwartungen der Gesellschaft anzudienen, seine Gedanken modisch zu frisieren, gefallen zu wollen, den gängigen Strömungen zu entsprechen, den consensus omnium nicht zu verlassen“, und fügte hinzu: „Der Künstler, der in sich den Ruf fühlt, eine gesellschaftliche Konvention, den Glauben derjenigen, für die Gott anwesend ist oder auch ein Gesetz für seine Kunst verletzen zu müssen, der ist – davon bin ich überzeugt – dazu verpflichtet, diesem Ruf zu folgen. Die daraus entstehenden Unkosten wird er generös begleichen, auch wenn sie seine Existenz gefährden. Die Risiken, die er mit seinem Regelverstoß eingeht, werden ihn aber zugleich vor der Leichtfertigkeit im Umgang mit ihm bewahren. Er wird sich bei seiner Arbeit fragen: Ist diese blasphemische Passage, dies blasphemische Element wirklich notwendig, ist es ein unersetzbarer Teil meines Werks – oder nur Schnörkel, Laune oder Ungezogenheit? Muss ich dieses Wagnis eingehen, wenn ich mich weiter im Spiegel anschauen können will? Und diese Fragen werden dem Werk zugute kommen. Und einem auf diese Weise zustande gekommenen Werk werden ernsthafte Gläubige einen vielleicht widerwilligen Respekt nicht versagen.“
Im Mai 2015 erregte er Aufsehen durch seine scharfe Kritik an Papst Franziskus, dem er Desinteresse an Theologie vorwarf. In einem Interview im April 2019 verglich er die Inszenierung der Auftritte von Papst Franziskus mit denen von Adolf Hitler und Josef Stalin: Während das päpstliche Auftreten in früheren Zeiten altmodisch und „rührend in seiner Gestrigkeit“ gewesen sei, so hätten die „starken Männer der Moderne, ein Stalin, ein Hitler, ganz andere Stilmittel gebraucht, um sich ins rechte Licht zu setzen, und so hält es auch der heutige Papst“; große Veranstaltungen, bei denen „Zigtausende auf eine einzelne weiße Gestalt in der Mitte ausgerichtet sind“, hätten eine viel totalitärere Sprache als das frühere päpstliche Hofzeremoniell.
Im Herbst 2020 gehörte er zu den Erstunterzeichnern des Appells für freie Debattenräume.
2010 hat Mosebach sich zum Missbrauchsskandal in der katholischen Kirche geäußert: „Es ist das Neue Testament selbst, das den Schutz der Kinder vor geschlechtlichem Missbrauch in einer Welt verkündigte, die Bedenken gegen erotische Beziehungen mit Kindern nicht kannte; der Schutz der Kinder ist genuin christliche Botschaft – ein Priester, der sich dagegen vergeht, hat deshalb keineswegs nur sein Gelübde gebrochen, sondern ist auch in seinem Glauben gescheitert. Für die katholische Kirche ist der Missbrauchsskandal der triste Höhepunkt der nachkonziliären Entwicklung; es ist die beschämendste Frucht jeder Ideologie des ‚Aggiornamento‘, die die letzten vierzig Jahre prägte.“
Im Februar 2022, kurz nach Erscheinen des Gutachtens zum sexuellen Missbrauch Minderjähriger und erwachsener Schutzbefohlener durch Kleriker sowie hauptamtliche Bedienstete im Bereich der Erzdiözese München und Freising von 1945 bis 2019, führte er Missbrauchsfälle in der römisch-katholischen Kirche auf einen infolge des Zweiten Vatikanischen Konzils (1962–1965) im Klerus eingetretenen Disziplinverlust zurück: „Es ist ein innerkirchlicher nachkonziliärer Antiklerikalismus, der die sakramentale Sonderposition des Priestertums verneint, welcher den Priestern wichtige Hilfestellungen weggeschlagen hat, ihren Gelübden treu zu bleiben.“ Die „Aushebelung jeder Autorität und die sexuelle Revolution“ seien auf eine Priesterschaft gestoßen, der „alle Elemente zur Wahrung ihrer Disziplin“ genommen worden seien. Aus einem falschen Verständnis von Barmherzigkeit habe sich die Kirche außerdem dem „allgemeinen Unbehagen bei dem Wort Strafe“ angeschlossen. Zur Bewältigung der Missbrauchskrise sei „eine Wiederherstellung der Disziplin, ein Anziehen der Zügel, eine Beendigung der Verschluderung und eine Rückkehr zur überlieferten Ordnung“ erforderlich.

## Mitgliedschaften
- Bayerischen Akademie der Schönen Künste
- Berliner Akademie der Künste
- Deutsche Akademie für Sprache und Dichtung
- Freies Deutsches Hochstift im Verwaltungsausschusses
- PEN-Zentrum Deutschland, 2009–2010 als Fellow
- Wissenschaftskollegs zu Berlin

## Auszeichnungen
- 1980: Literaturförderpreis der Jürgen Ponto-Stiftung
- 1984: Preis der Neuen Literarischen Gesellschaft Hamburg
- 1999: Heimito von Doderer-Literaturpreis
- 2001: Stipendium Schloss Wiepersdorf
- 2002: Heinrich-von-Kleist-Preis
- 2003: Spycher: Literaturpreis Leuk
- 2004: Blauer Salon Preis des Literaturhauses Frankfurt
- 2004: Warburg-Stiftungsprofessur
- 2004: Stipendium Künstlerhaus Lukas, Ahrenshoop
- 2005: Kranichsteiner Literaturpreis
- 2006: Großer Literaturpreis der Bayerischen Akademie der Schönen Künste
- 2007: Georg-Büchner-Preis der Deutschen Akademie für Sprache und Dichtung
- 2007: Finalist beim Deutschen Buchpreis mit Der Mond und das Mädchen
- 2013: Literaturpreis der Konrad-Adenauer-Stiftung
- 2014: Finalist beim Preis der Leipziger Buchmesse mit Das Blutbuchenfest
- 2014/2015: Stipendium der Deutschen Akademie Rom Villa Massimo
- 2015: Goetheplakette der Stadt Frankfurt am Main
- 2015: Jahresstipendium der Carl Friedrich von Siemens Stiftung mit Aufenthalt in München
- 2023: Augustin-Bea-Preis

## Werke
Martin Mosebachs Œuvre umfasst neben einer umfangreichen Prosa-Produktion auch Libretti, Filmdrehbücher, Hörspiele, Theaterstücke und Lyrik; der Schwerpunkt liegt jedoch auf den Romanen und Erzählungen sowie zahlreichen Essays und Feuilletons.
- Das Bett. Roman. Hamburg 1983; überarbeitete Fassung München 2002, ISBN 3-423-13069-5.
- Ruppertshain. Roman. Hamburg 1985, ISBN 3-423-13159-4; Neuauflage als Taschenbuch 2004.
- Blaubart. Drama giocoso. Hunzinger Bühnen-Verlag, Bad Homburg vor der Höhe 1985.
- Rotkäppchen und der Wolf. Ein Versdrama. Hoffmann und Campe, Hamburg 1988, ISBN 3-455-05332-7; Neuauflage als Taschenbuch 2006, ISBN 978-3-423-13493-4.
- (als Hrsg.) Schermuly. Gegenstände – Ölbilder 1948–1989. Klett-Cotta, Stuttgart 1989, ISBN 3-608-76296-5.
- Schermuly. Abstrakte Strukturen eines neuen Realismus. Hirmer, München 1991, ISBN 3-7774-5570-9.
- Westend. Roman. Hamburg 1992; Neuauflage als Taschenbuch 2004, ISBN 3-423-13240-X.
- Stilleben mit wildem Tier. Erzählungen. Berlin Verlag, Berlin 1995, ISBN 3-8270-0130-7.
- Das Kissenbuch. Gedichte und Zeichnungen. Insel Verlag, Frankfurt am Main 1995 (Insel-Bücherei Nr. 1127), ISBN 3-458-19127-5; Neuauflage 2007, ISBN 978-3-423-13493-4.
- Album disegno Raffaello. Gedichte und Zeichnungen. Zens, Salzburg 1995.
- Das Grab der Pulcinellen. Erzählungen, Pasticci, Phantasien. Berlin 1996, ISBN 3-423-12863-1.
- Oberon. Neues Libretto zur Oper von Carl Maria von Weber für die Oper Frankfurt 1996 und die Salzburger Festspiele 1997. Edition Peters.
- Die schöne Gewohnheit zu leben. Eine italienische Reise. Erzählungen. Berlin 1997, ISBN 3-8270-0298-2. (Rezension von Klaus Modicks)
- El retablo de Maese Pedro. Vor- und Nachspiel sowie Neuübersetzung des Librettos von Cervantes für das Kabinetttheater Wien.
- Die Türkin. Roman. Berlin 1999; Neuauflage als Taschenbuch 2002, ISBN 3-7466-1793-6.
- Eine lange Nacht. Roman. Berlin 2000; Neuauflage als Taschenbuch 2003, ISBN 3-7466-1974-2; Neuausgabe dtv, München 2009, ISBN 978-3-423-13738-6.
- (als Hrsg., mit Texten von Mosebach und Bruno Russ) Schermuly – Gegenstände und Phantasien. Anderland, München 2000, ISBN 3-926220-89-9.
- Der Nebelfürst. Roman. Die Andere Bibliothek, Frankfurt am Main 2001; Neuauflage als Taschenbuch 2003, ISBN 3-423-13119-5 (Rezension Martin Ebels).
- Mein Frankfurt. Essays. Frankfurt am Main 2002, ISBN 3-458-34571-X.
- Das Beben. Roman. Hanser, München 2005, ISBN 3-446-20661-2; Neuauflage als Taschenbuch 2008, ISBN 978-3-423-13568-9.
- Ein Haus für Gedichte. Rede zur Eröffnung des neuen Lyrik Kabinetts München in der großen Aula der Ludwig-Maximilians-Universität am 3. März 2005. Stiftung Lyrik Kabinett. München 2005, ISBN 978-3-9807150-9-6.
- Du sollst dir ein Bild machen. Über alte und neue Meister. Essays. Zu Klampen, Springe 2005, ISBN 3-934920-77-2.
- Die Kunst des Bogenschießens und der Roman. Zu den „Commentarii“ des Heimito von Doderer (Themen, Bd. 85). München 2006, ISBN 3-938593-05-9.
- Schöne Literatur. Essays. Hanser, München 2006, ISBN 3-446-20711-2.
- Ultima ratio regis. Rede zur Verleihung des Büchner-Preises. Hanser, München 2007.
- Häresie der Formlosigkeit. Die römische Liturgie und ihr Feind. Erweiterte Neuausgabe. Hanser, München 2007, ISBN 978-3-446-20869-8.
- Der Mond und das Mädchen. Roman. Hanser, München 2007, ISBN 978-3-446-20916-9; Neuauflage als Taschenbuch 2009, ISBN 978-3-423-13902-1.
- Stadt der wilden Hunde. Nachrichten aus dem alltäglichen Indien. Hanser, München 2008, ISBN 978-3-446-23026-2.
- Was davor geschah. Roman. Hanser, München 2010, ISBN 978-3-446-23562-5; Neuauflage als Taschenbuch 2011, ISBN 978-3-423-14105-5.
- Rom, ewige Stadt, Sehnsucht im Klischee? CORSOfolio 1. CORSO, Hamburg 2010, ISBN 978-3-86260-005-2.
- Wer einen Roman schreibt – sollte der wissen, was ein Roman ist?. In: Sinn und Form 1/2011, S. 46–64.
- Illustrationen. Gedichte und Zeichnungen. Marbacher Magazin, Marbach 2010, ISBN 978-3-937384-66-5.
- Das Rot des Apfels. Zu Klampen, Springe 2011, ISBN 978-3-86674-158-4.
- Als das Reisen noch geholfen hat: Von Büchern und Orten. Hanser, München 2011, ISBN 978-3-446-23752-0.[36]
- Der Ultramontane. Alle Wege führen nach Rom. Essays. Sankt Ulrich Verlag, Augsburg 2012, ISBN 978-3-86744-215-2.
- Hommage an einen Lehrer. Rede an die Abiturienten des Jahrgangs 2013. Hg. von Ralph Schock. Conte, Sankt Ingbert 2013, ISBN 978-3-941657-84-7.
- Das Blutbuchenfest. Roman. Hanser, München 2014, ISBN 978-3-446-24479-5; Neuauflage als Taschenbuch 2015, ISBN 978-3-423-14441-4.
- Mogador. Roman. Rowohlt, Reinbek bei Hamburg 2016, ISBN 978-3-498-04290-5.
- Das Leben ist kurz – Zwölf Bagatellen. Erzählungen. Rowohlt, Reinbek 2016, ISBN 978-3-498-04291-2.
- Die schöne Gewohnheit zu leben – Eine italienische Reise. Rowohlt, Reinbek 2018, ISBN 978-3-499-27338-4.
- Die 21. Eine Reise ins Land der koptischen Märtyrer. Rowohlt, Reinbek 2018, ISBN 978-3-498-04540-1.
- Krass. Rowohlt, Hamburg 2021, ISBN 978-3-498-04541-8.
- Taube und Wildente. Roman. dtv, München 2022, ISBN 978-3-423-28000-6
- Die Richtige. Roman. dtv, München 2025, ISBN 978-3-423-28455-4